# Bitka pri Mojkovcu
Bitka na Mojkovcu je bila bitka med prvo svetovno vojno, ki je potekala med 6. in 7. januarjem 1916 pri Mojkovcu v današnji Črni gori med vojskama Avstro-Ogrske in Kraljevine Črne gore. V bitki je manjša črnogorska vojska porazila avstro-ogrsko vojsko. Črnogorska vojska je z zmago v bitki uspela preprečiti prodor avstro-ogrske vojske proti Jadranu, ki bi preprečil umik srbske kraljeve vojske čez ozemlje Črne gore proti jadranski obali. To je bila obenem zadnja oborožena operacija redne črnogorske vojske v prvi svetovni vojni, saj je kmalu sledila kapitulacija Črne gore in okupacija s strani Avstro-Ogrske. Mojkovaška bitka se je zapisala v zgodovino kot ena največjih zmag v črnogorski vojaški zgodovini, a tudi zadnja, v kateri so se Črnogorci borili v vojski svoje neodvisne države.